# 九龍巴士38S線
九龍巴士38S線是香港新界的一條特別巴士路線，由葵芳站（新都會廣場）來往荃灣華人永遠墳場。
荃灣華人永遠墳場按區議會地區分界屬S18（葵盛西邨）選區，因此本路線屬於葵青區內路線，不過不少市民卻以為該墳場在荃灣區。

## 歷史
- 1991年10月：投入服務
- 2007年10月7日：改為全空調服務，全程收費$6

## 服務時間及班次
| 葵芳站（葵仁路）開                      | 葵芳站（葵仁路）開 | 葵芳站（葵仁路）開 | 荃灣華人永遠墳場開                      | 荃灣華人永遠墳場開 | 荃灣華人永遠墳場開 |
| 日期                                    | 服務時間           | 班次（分鐘）       | 日期                                    | 服務時間           | 班次（分鐘）       |
| --------------------------------------- | ------------------ | ------------------ | --------------------------------------- | ------------------ | ------------------ |
| 清明節及重陽節期間 指定星期日及公眾假期 | 08:00-17:30        | 3-8                | 清明節及重陽節期間 指定星期日及公眾假期 | 08:15-17:45        | 3-8                |

## 收費
全程：$7.7
| - 本線設有12歲以下小童及65歲或以上長者半價優惠。 - 65歲或以上香港居民使用「樂悠咭」，以及12歲以下合資格殘疾兒童使用「殘疾人士身份」個人八達通繳付車資，均可享有每程$2.0或半價（以較低者為準）的票價優惠；12至64歲合資格殘疾人士使用「殘疾人士身份」個人八達通（包括「樂悠咭」），以及60至64歲香港居民使用「樂悠咭」繳付車資，均可享有每程$2.0或全費（以較低者為準）的票價優惠。 - 65歲或以上長者如使用長者或一般個人八達通繳付車資，則只可享有半價優惠；12至64歲合資格殘疾人士如不使用「殘疾人士身份」個人八達通，以及60至64歲人士如不使用「樂悠咭」繳付車資，必須繳付全費。 - 乘客可以現金或八達通於上車時付款，不設找續。 - 每位成人乘客可免費攜帶最多兩名4歲以下而不佔座位的兒童乘客乘車，超額之4歲以下小童必須繳付小童車費乘車。 - 持有「九巴月票」之乘客在車票有效期內，每日可享最多10程任何九龍巴士及龍運巴士路線（包括本路線，以及聯營路線的九龍巴士／龍運巴士提供的班次；惟乘搭機場「A」及「NA」線則可享原價二七折優惠（不會計算每天10次合資格車程））；而B1線則每日可享最多各2程（不會計算每天10次合資格車程）。 - 九龍巴士、城巴、龍運巴士及陽光巴士全職員工及家屬（不包括外判職員）可免費乘搭本路線，惟必須拍職員或職員家屬八達通。 - 乘客亦可透過多元化電子支付系統（e度嘟）繳付車資，包括使用非接觸式VISA卡、JCB卡、萬事達卡、銀聯卡、美國運通、大來國際、Discover Card、Apple Pay、Google Pay、Samsung Pay、AlipayHK「易乘碼」、支付寶、WeChatHK／微信支付「搭車碼」、銀聯雲閃付「乘車碼」及BOC Pay「乘車碼」。乘客使用此付款方式，使用此支付方式的乘客可享有中途下車之分段收費，以及與其他九巴／龍運獨營路線或聯營線九巴／龍運班次之轉乘優惠，惟不適用於與非九巴／龍運路線之轉乘優惠，亦不能享有「公共交通費用補貼計劃」及「長者及合資格殘疾人士公共交通票價優惠計劃」。 |

## 行車路線
葵芳站（葵仁路）開經：葵仁路、葵義路、葵富路、興芳路、葵福路、永基路、葵喜街及永順街。
荃灣華人永遠墳場開經：永順街、葵喜街、永健路、永基路、葵福路、興芳路、葵富路及葵仁路。

### 沿線車站

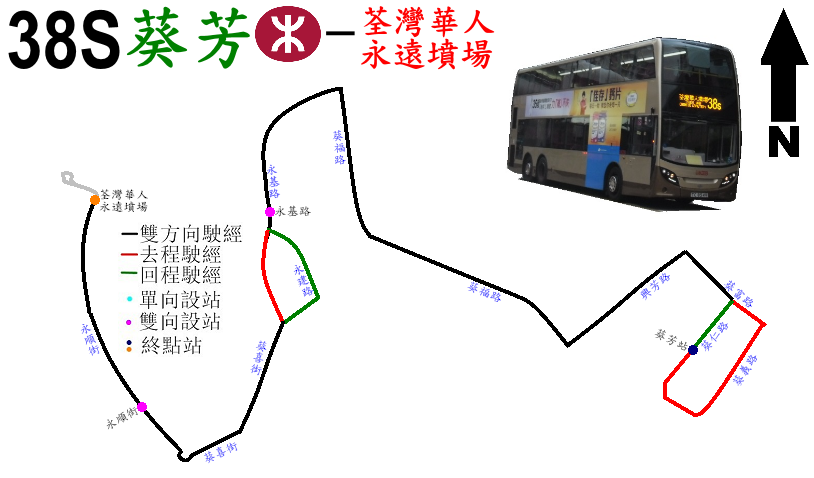
38S線的走線圖

| 葵芳站（葵仁路）開 | 葵芳站（葵仁路）開       | 葵芳站（葵仁路）開 | 荃灣華人永遠墳場開 | 荃灣華人永遠墳場開       | 荃灣華人永遠墳場開 |
| 序號               | 車站名稱                 | 位置               | 序號               | 車站名稱                 | 位置               |
| ------------------ | ------------------------ | ------------------ | ------------------ | ------------------------ | ------------------ |
| 1                  | 葵芳站 （新都會廣場）    | 葵仁路             | 1                  | 荃灣華人永遠墳場         | 永順街             |
| 2                  | 永基路（火葬場通道入口） | 永基路             | 2                  | 永順街                   | 永順街             |
| 3                  | 永順街                   | 永順街             | 3                  | 永基路（火葬場通道入口） | 永基路             |
| 4                  | 荃灣華人永遠墳場         | 永順街             | 4                  | 葵芳站 （新都會廣場）    | 葵仁路             |